# Yanosteus longidorsalis
Yanosteus longidorsalis è un pesce osseo estinto, appartenente agli acipenseriformi. Visse nel Cretaceo inferiore (Barremiano - Aptiano, circa 127 - 122 milioni di anni fa) e i suoi resti fossili sono stati ritrovati in Asia.

## Descrizione
Questo pesce non superava i 30 centimetri di lunghezza, e possedeva un corpo snello e allungato. La testa era corta e dal muso smussato, arrotondato. Le mascelle erano prive di denti. Yanosteus era caratterizzato da una pinna dorsale allungatissima, che percorreva tutta la parte posteriore del dorso, dotata di iù di 170 raggi della pinna. Altre caratteristiche di questo pesce includono la presenza di una corta ma ben definita spina presente davanti alle pinne pettorali, una pinna caudale ampia e poco biforcuta, un palatopterigoide ampio e arrotondato, un osso dentale robusto, un opercolo estremamente ridotto e un subopercolo dal processo anteriore lungo e arrotondato, e dal margine posteriore smerlato. 

## Classificazione
Yanosteus è un rappresentante dei Peipiaosteidae, un gruppo di pesci condrostei affini agli storioni, di dimensioni medio-piccole e tipici dei sedimenti del Giurassico superiore e del Cretaceo inferiore dell'Asia. Al contrario di altri generi come Stichopterus e Peipiaosteus, Yanosteus era provvisto di una pinna dorsale allungatissima, un carattere derivato di questo genere. 
Yanosteus longidorsalis venne descritto per la prima volta nel 1995, sulla base di fossili rinvenuti nella zona di Fengning nella provincia di Hubei, in Cina.